# West Bradford
West Bradford is een civil parish in het Engelse graafschap Lancashire.